# Zhou Long
Zhou Long (Chino simplificado: 周龙; chino tradicional: 周龍; pinyin: Zhōu Lóng - Pekín, 8 de julio de 1953) es un compositor chino-estadounidense de música clásica que se caracteriza por mezclar elementos estéticos y musicales de oriente y occidente. Sus obras vocales, orquestales y de cámara han sido interpretadas en gran parte del mundo.

## Biografía
Zhou Long nació en Pekín, el 8 de julio de 1953, en el seno de una familia de artistas. Comenzó a estudiar piano a una edad temprana, pero durante la Revolución Cultural fue enviado a la zona rural, en específico a las granjas estatales, episodio que marcó su vida. Continuó con sus estudios musicales en 1973, estudiando composición, teoría musical, dirección de orquesta y también música tradicional china. En 1977 entra al Conservatorio Central de Música de Beijing, graduándose en 1983. Ese año se convierte en compositor en residencia en la Orquesta Sinfónica de la Radio Nacional de China.
En 1985 viajó por primera vez a Estados Unidos con una beca para estudiar en la Universidad de Columbia, donde estudió con los profesores Chou Wen-chung, Mario Davidovsky y George Edwards, recibiendo en 1993 el título de Doctor de Música y Artes. En 1999, tras más de una década como director musical de 'Música de China en Nueva York', recibió el premio Adventurous Programming de la American Society of Composers, Authors and Publishers (ASCAP).
En 1989, junto con Chen Yi, visitó Taiwán como parte de los principales compositores de China continental, aunque la invitación se debió en parte porque eran residentes de Estados Unidos.
Desde 1999 es ciudadano de Estados Unidos, y está casado con la compositora y violinista Chen Yi.

## Obra
Su obra se caracteriza por conjugar elementos estéticos y musicales de oriente y occidente, en especial los asentados en la herencia de su país de origen, incluyendo elementos folclóricos, filosóficos y espirituales. En su obra se advierte la transferencia de sonidos y técnicas idiomáticas de la China ancestral y la música tradicional, así como la utilización de instrumentos y ensambles propios de occidente.
Ha realizado obras por comisión para diversas orquestas y ensambles, como Poems from Tang para la Orquesta Bávara, The Future of Fire para la Orquesta Filarmónica de Tokio, The Ineffable para New Music Consort; Spirit of Chimes para el Trío Peabody; Soul and Tian Ling para el Ensamble de Nueva Música de Pittsburgh; así como obras para Kronos Quartet, y otros cuartetos de cuerda como el de Shanghái, Ciompi y el Chester. Su ópera Madame White Snake, de tendencia multicultural, fue estrenada por la Ópera de Boston.

### Madame White Snake
Es una ópera en 5 actos comisionada por la Opera de Bostón y la Fundación del Festival de Música de Pekín, con música de Zhou Long y el libreto de Cerise Lim Jacobs, basada en una leyenda tradicional china
Partes de la ópera:
- Acto I - primavera: Despertar
- Acto II - verano: Pasión
- Acto III - otoño: Caída
- Acto IV - invierno: Traición
- Acto V - Guerra

Argumento:
Es una transformación clásica de un mito chino, la historia de una poderosa serpiente blanca que se transforma en una mujer bella, y conoce el amor verdadero a través de Xu Xian. El curioso Abbot, escéptico, ve que la mujer es en realidad una serpiente. Cuando se da cuenta de que Madame White Snake está embarazada se horroriza porque se trata de un taboo a la raza y la religión, lo divino y lo profano. Decide confrontar al marido, quien se da cuenta de que su esposa es una serpiente y al traicionarla regresa a su forma original.

### Postures: Concierto para piano
Postures: Concierto para piano y orquesta, es una obra concertante de tres movimientos que comienza con, Pianodance, una danza chamán característica del noreste de China en la cual el piano emula posturas de animales que se pueden ver en el arte del Kung-fu. El segundo movimiento, Pianobells, es la parte más lírica y brillante, la cual toma dos campanas contrastantes para su narrativa. El tercer movimiento, que intenta representar la acción la Ópera del Mono de Pekín, es un final intenso con patrones rítmicos veloces de parte de las percusiones, las cuales se caracterizan por tener un rol protagónico y virtuoso en este concierto.

### Lista de obras
Obras publicadas por Oxford University Press:
- Chinese Folk Songs, para cuarteto de cuerdas (2002)
- Spirit of Chimes, para violín, violonchelo y piano (2002)
- Words of the Sun, para tenor y coro mixto (2002)
- The Immortal, para orquesta (2004)
- Four Seasons, para coro de sopranos y altos (2004)
- Wild Grass, para viola sola (2005)
- Taigu Rhyme, para clarinete, violín, violonchelo y percusión (2006)
- Wu Ji, para piano y dos percusiones (2006)
- Green Song, para soprano y pipa (o marimba) (2010)
- Five Elements, para ensamble de cámara y versión para instrumentos orientales (2015)
- The Rhyme of Taigu, para orquesta (2015)
- Madame White Snake, ópera en 5 actos (2015)
- Beijing Drum (Peking Drums), concierto para pipa y orquesta (2015)
- King Chu Doffs His Armour, para pipa y orquesta (2015)
- Postures. Concierto para piano y orquesta (2015)
- The Farewell, para orquesta de cámara (con pipa y erhu) (2016)
- Tipsy Howl, para corno francés (2016)
- The Moon Rising High, pipa y ensemble (di zi, yangqin, zheng, erhu, daruan y percusión) (1986)[3]

## Premios y reconocimientos
- Erster Preis en la competencia del festival Ensemblia in Mönchengladbach (1990) for la obra Ding (Samadhi).[1]
- Premier Prix en la competencia d'Avray en Francia (1991) por la obra Dhyana.[1]
- Primer premio en la competencia Barlow (1994), por Tian Ling.[1]
- Primer premio en la competencia Masterprize (1998), por la obra Two Poems from Tang.[1]
- Premio Adventurous Programming de la American Society of Composers, Authors and Publishers (1999).[4]
- Premio de la Academia de la Música por los logros durante su vida de la Academia Estadounidense de las Artes y las Letras (2003).
- Premio Pulitzer en música por la ópera Madame White Snake (2011).[4][9]

## Discografía
| Disco | Discográfica                     | Tipo de composiciones          |
| Rhymes | Naxos                            | Orquestal y coral              |
| 8 Chinese Folk Songs / Poems from Tang / Soul (The Flowing Stream - Chinese Folk Songs and Tone Poems) (Min, Shanghái Quartet) | Naxos                            | Música de cámara               |
| Tales from the Cave / Secluded Orchid / Heng / Valley Stream (Music From China)                                                | Naxos                            | Música de cámara               |
| Spirit of Chimes / Secluded Orchid / Wu Kui / Taiping Drum / Partita (Cho-Liang Lin, Hai-ye Ni, Helen Huang)                   | Naxos                            | Música de cámara, instrumental |
| Nature And Spirit - Zhou Long / Speculum Musicae, Et Al                                                                        | Composers Recordings, Inc. (CRI) | Música de cámara, instrumental |

| Disco/Compositores | Sello discográfico | Intérpretes                                      | Tipo de composiciones          |
| Asian Music for String Quartet - TAN, Dun / TAKEMITSU, Toru / GAO, Ping / UNG, Chinary / ZHOU, Long | Naxos              | New Zealand String Quartet                       | Música de cámara               |
| Chamber Music (Contemporary) - DONG, Kui / UNG, Chinary / BODY, J. / FRANK, G.L. / NA, Hyo-Shin (Ring of Fire) | Naxos              | Del Sol String Quartet                           | Música de cámara               |
| CHEN / MUSGRAVE / LONG / HOVHANESS: Oriental Landscapes | Naxos              |                                                  | Orquestal                      |
| DEBUSSY: Mer (La) / BRIDGE: The Sea / GLAZUNOV: La Mer / ZHOU: The Deep, Deep Sea | Naxos              |                                                  | Orquestal                      |
| Flute Concertos (Chinese-American) - ZHOU, Long / SHENG, Bright / CHEN, Yi (Across the Sea) | Naxos              | Bezaly, Singapur Symphony, Lan Shui              | Orquestal y conciertos         |
| HORIZONS - A Musical Journey | Naxos              |                                                  | Música de cámara               |
| HOVHANESS, A.: 4 Bagatelles / String Quartet Nos. 1-4 / ZHOU, L.: Song of the Ch'in ( Spirit Murmur) | Naxos              | Shanghái Quartet                                 | Música de cámara               |
| Piano Recital: Chan, Susan - ZHOU, Long / LAM, Doming / LOUIE, A. / TAN, Dun / CHEN, Yi (Echoes of China) | Naxos              |                                                  | Instrumental                   |
| ZHOU, Long / CHEN, Yi: Symphony, "Humen 1839" / ZHOU, Long: The Rhyme of Taigu / The Enlightened | Naxos              | Orquesta Sinfónica de Nueva Zelanda, Darrell Ang | Orquestal                      |
| ZHOU, Long: Su / Pianogongs / Taiping Drum / Wild Grass / Taigu Rhyme / CHEN, Yi: Monologue / Chinese Ancient Dances | Naxos              | Beijing New Music Ensemble                       | Música de cámara, instrumental |
| STUCKY, Steven: Cradle Song / TAVENER, John: Village Wedding / RANDS, Bernard: Canti d'amor / ZHOU, Long: Words of the sun / CHEN, Yi: Tang Poems / READ THOMAS, Augusta: The Rub Love / SAMETZ, Steven: in time of / READ THOMAS, Augusta: Love songs | Teldec             |                                                  | Coral                          |